# Valdeprado
Valdeprado är en kommun i Spanien.   Den ligger i provinsen Provincia de Soria och regionen Kastilien och Leon, i den nordöstra delen av landet, 210 km nordost om huvudstaden Madrid. Arean är 32 kvadratkilometer.
Terrängen i Valdeprado är huvudsakligen kuperad, men åt sydväst är den platt.